# Heide Wollert
Heide Wollert (Halle, 16 de mayo de 1982) es una deportista alemana que compitió en judo. Ganó una medalla de bronce en el Campeonato Mundial de Judo de 2009 y cuatro medallas en el Campeonato Europeo de Judo entre los años 2003 y 2009.

## Palmarés internacional
| Campeonato Mundial | Campeonato Mundial      | Campeonato Mundial | Campeonato Mundial |
| Año                | Lugar                   | Medalla            | Categoría          |
| ------------------ | ----------------------- | ------------------ | ------------------ |
| 2009               | Róterdam (Países Bajos) | Medalla de bronce  | –78 kg             |
| Campeonato Europeo |                         |                    |                    |
| Año                | Lugar                   | Medalla            | Categoría          |
| 2003               | Düsseldorf (Alemania)   | Medalla de plata   | –70 kg             |
| 2006               | Tampere (Finlandia)     | Medalla de plata   | –70 kg             |
| 2008               | Lisboa (Portugal)       | Medalla de oro     | –78 kg             |
| 2009               | Tiflis (Georgia)        | Medalla de bronce  | –78 kg             |